# لويس فيلا
لويس فيلا هو محامٍ ومبرمج أمريكي وهو المؤسس المشارك والمستشار العام لشركة المد والجزر "Tidelift".
عمل سابقًا كنائب المستشار العام ثم مديرًا أول للمشاركة المجتمعية في مؤسسة ويكيميديا، وقبل ذلك كان محاميًا في موزيلا، حيث عمل على مراجعة ترخيص موزيلا العام (MPL). واصل هذا العمل في وظيفته التالية في جرينبيرج تراوريج، حيث كان جزءًا من الفريق الذي يدافع عن جوجل ضد ادعاءات Oracle المتعلقة بنظام Android.
قبل تخرجه من كلية الحقوق بجامعة كولومبيا في عام 2009، كان موظفًا في شركة Ximian ، التي استحوذت عليها شركة Novell في عام 2003. أمضى عامًا كـ "متخصص كبير مقيم" في مركز بيركمان للإنترنت والمجتمع التابع لجامعة هارفارد، حيث عمل على موقع StopBadware.org. لقد تم انتخابه أربع مرات لعضوية مجلس إدارة مؤسسة GNOME. كان رئيس تحرير مجلة كولومبيا للعلوم والتكنولوجيا القانونية، ويكتب مدونات بانتظام. كان مديرًا لمبادرة المصدر المفتوح من أبريل 2012 إلى مارس 2015.
في عام 2017 شارك في تأسيس شركة Tidelift، التي تسعى إلى تحسين النظام البيئي حول برامج المصدر المفتوح من خلال توفير الدعم للفرق المهنية التي تستخدم برامج المصدر المفتوح ومساعدة المطورين على بناء أعمال مستدامة حول مشاريعهم.